# عبد العزيز المسلم
عبد العزيز المسلم (4 أكتوبر 1965 -)، هو ممثل ومؤلف ومخرج كويتي، شارك في أكثر من أربعين عملاً مسرحياً ودرامياً، ويعد من مؤسسي مسرح الشباب في الكويت.

## نبذة عن حياته
تتلمذ على يد والده المؤلف عبد الله المسلم، وبدأ مشواره الفني منذ الطفولة عام 1969، قد بدأ حياته فناناً في سن صغيرة ولكن أعلن الاعتزال وعاد مجدداً بعد أن أصبح شاباً.
حاصل على ماجستير في فلسفة التمثيل والإخراج المسرحي عام 1987، عمل مديراً للدراما في وزارة الإعلام ومديراً عاماً للإنتاج بالإنابة الإذاعة الكويت، ومراقبا في مكتب وكيل وزراة الإعلام, 
يعمل حاليا رئيس مجلس إدارة شركة مسرح السلام للإنتاج الأعلامي، ويعتبر من مؤسسين مسرح الشباب في الكويت، ومؤسس المسرح الأدرناليني المعروف باسم مسرح الرعب.
ساهم في كتابة عدة دراسات منها دراسة عن الوسطية والاعتدال ونبذ العنف، ودراسة إعداد الخطاب الإعلامي لحرب تحرير العراق، ودراسة إعلامية للدفاع المدني كعضو لجنة الدفاع المدني وضابط اتصال لوزارة الإعلام الكويتية، وقدم دراسة بناء مسرح الهيئة الخيرية.
مسرحي له العديد من التجارب الإعلامية والفنية، حاصل على العديد من الجوائز الذهبية والشهادات التقديرية في عدة مهرجانات دولية، وهو مدير مؤسسة مسرح السلام للإنتاج الفني في الكويت.

### حياته الأسرية
متزوج من «منيرة سالم الصلال»، ولهم من الأبناء: صمود، عبد الله، وهبه , سالم، محمد، عبد الرحمن.

## أعماله

### التمثيل

#### تليفزيون
| سنة الإنتاج | المسلسل        | بمشاركة                                                                                     |
| ----------- | -------------- | ------------------------------------------------------------------------------------------- |
| 1969        | ابن الصياد     | جاسم الصالح                                                                                 |
| 1972        | الشاطر حسن     | علي المفيدي، أحمد مساعد                                                                     |
| 1989        | الطماعون       | خالد العبيد، علي المفيدي، جاسم النبهان، إبراهيم الحربي، عائشة إبراهيم، محمد المنيع          |
| 1998        | بيت الوالد     | حياة الفهد، إبراهيم الصلال، أحمد مساعد، محمد العجيمي، أحمد السلمان، هبة الدري، عبير أحمد    |
| 2005        | فريج صويلح     | خالد النفيسي، إبراهيم الصلال، غانم الصالح، علي المفيدي، انتصار الشراح، أحمد السلمان         |
| 2006        | عتيج الصوف     | إبراهيم الصلال، غانم الصالح، علي المفيدي، انتصار الشراح، أحمد السلمان                       |
| 2007        | الأصيل         | حسين المنصور، زهرة عرفات، محمد حسن، لطيفة المجرن، هبة الدري، أحمد إيراج، ليلى السلمان، مرام |
| 2008        | مسك وعنبر      | سعد الفرج، غانم الصالح، انتصار الشراح، إلهام الفضالة                                        |
| 2009        | نور عيني       | أحمد الصالح، جاسم النبهان، حسين المنصور، منصور المنصور، منى شداد، زينة كرم                  |
| 2010        | البيت المسكون  | خالد العبيد، عبد الرحمن العقل، انتصار الشراح، زهرة عرفات، هبة الدري                         |
| 2011        | العضيد         | سعد الفرج، عبد الإمام عبد الله، سعاد علي، باسمة حمادة، ليلى السلمان، شيماء علي              |
| 2012        | الثمن          | صلاح الملا، ليلى السلمان، مشاري البلام، منى شداد، شيماء علي، لمياء طارق                     |
| 2012        | إنت عمري       | باسمة حمادة، حسين المنصور، مشاري البلام، يعقوب عبد الله، أحمد إيراج، هبة الدري              |
| 2015        | الليوان        | إبراهيم الصلال، عبد الإمام عبد الله، أحمد مساعد، لطيفة المجرن، شهاب جوهر                    |
| 2016        | اللي ماله أول  | سعد الفرج، انتصار الشراح، هيا الشعيبي، مشعل الشايع، مبارك المانع، آلاء الهندي               |
| 2020        | سينمائيات 2020 | خالد العجيرب , هيا الشعيبي ، عبد الله الخضر                                                 |

#### مسرح
| سنة الإنتاج     | المسرحية                | بمشاركة                                                                               |
| --------------- | ----------------------- | ------------------------------------------------------------------------------------- |
| 1987            | برشامه                  | عبد العزيز النمش، محمد السريع، حمد ناصر                                               |
| 1987            | مصارعة حرة              | طارق العلي، جمال الردهان، عادل اليحيى                                                 |
| 1988            | هالو بانكوك             | إبراهيم الصلال، عبد العزيز النمش، محمد السريع، طارق العلي                             |
| 1988            | المدرسة العجيبة         | عبد العزيز النمش، أحمد السلمان، ناجية الربيع، أحمد الفرج                              |
| 1989            | فلونة والشناكل          | داوود حسين                                                                            |
| 1990            | بو سند في باريس         | داوود حسين، علي جمعة                                                                  |
| 1991            | فري كويت                | حمد ناصر، مشاري البلام، عادل المسلم                                                   |
| 1991            | عاصفة الصحراء           | إبراهيم الصلال، مريم الغضبان، طارق العلي                                              |
| 1992 - 1993     | عبيد في التجنيد         | حياة الفهد، مريم الغضبان، خالد العبيد، عبدالناصر درويش، محمد السريع، عبد الرحمن العقل |
| 1994            | هالو كايرو              | مريم الغضبان، خالد العبيد، وحيد سيف                                                   |
| 1994            | خمسة وخميسة             | مريم الغضبان، خالد العبيد، محمد السريع                                                |
| 1995            | مصاص الدماء             | علي المفيدي، باسمة حمادة، جمال الردهان                                                |
| 1996            | البيت المسكون           | غانم الصالح، باسمة حمادة، هيا الشعيبي                                                 |
| 1998            | زمن دراكولا             | علي المفيدي، جاسم الصالح، باسمة حمادة، جمال الردهان                                   |
| 1999            | الخيران رايح جاي        | غانم الصالح، باسمة حمادة، أمل عباس، هيا الشعيبي                                       |
| 2000            | قصر الرعب               | غانم الصالح، جمال الردهان، طيف، هيا الشعيبي                                           |
| 2001            | سوق شرق                 | عبد الرحمن العقل، انتصار الشراح                                                       |
| 2001            | البيت المسكون 2         | غانم الصالح، انتصار الشراح                                                            |
| 2002            | الرجل الذئب             | عبد الرحمن العقل، باسمة حمادة، هيا الشعيبي                                            |
| 2003            | صفارة إنذار             | عادل المسلم، علي السميري، علي الفرحان                                                 |
| 2003            | أبيض وأسود              | مجموعة من الممثلين                                                                    |
| 2004            | صرخة الرعب              | عبد الإمام عبد الله، انتصار الشراح، علي الغرير                                        |
| 2005            | عودة فرعون              | علي الفرحان، فيصل بوغازي                                                              |
| 2006            | ينانوة الفريج           | إبراهيم الصلال، علي المفيدي، انتصار الشراح، زهرة الخرجي                               |
| 2007            | الحاسة السادسة          | مرام البلوشي، حمد العماني، أحمد إيراج، مشعل الشايع                                    |
| 2008            | مصاص الدماء 2           | حمد العماني، هبة الدري، مشعل الشايع                                                   |
| 2009            | مصاص الدماء 2009        | انتصار الشراح، جمال الردهان، هبة الدري                                                |
| 2009            | الإنس والجن             | جاسم النبهان، انتصار الشراح، زهرة عرفات، هبة الدري                                    |
| 2010            | ليلة رعب                | عبد الرحمن العقل، باسمة حمادة، أمل عباس، هبة الدري                                    |
| 2011            | الزوج يريد تغيير المدام | جمال الردهان، إلهام الفضالة، شيماء علي                                                |
| 2012            | مثلث برمودا             | انتصار الشراح، جمال الردهان، مشاري البلام، مي البلوشي                                 |
| 2013            | عايلة فن رن             | عبد الرحمن العقل، انتصار الشراح، سعاد علي، باسمة حمادة                                |
| 2014            | نص الليل                | باسمة حمادة، هيا الشعيبي                                                              |
| 2015            | 2021                    | باسمة حمادة، جمال الردهان، هيا الشعيبي                                                |
| 2016            | البيت المسكون 3         | باسمة حمادة، أحمد السلمان، هيا الشعيبي                                                |
| 2017            | جنوب أفريقيا            | هيا الشعيبي، أحلام حسن، شهاب حاجية                                                    |
| 2019            | خطوات الشيطان           | انتصار الشراح، عبد الله عبد العزيز المسلم، فوز الشطي                                  |
| 2021            | المهمة الصعبة           | زهرة الخرجي، جمال الردهان، عبدالرحمن العقل                                            |
| 2022            | الطابق الثاني           | عبدالعزيز المسلم، هدى حسين، عبد الله عبد العزيز المسلم، عبدالله الحمادي               |
| 2023            | السحر الاسود            | عبدالعزيز المسلم، هدى حسين، سحر حسين، حمد العماني، عبد الله عبد العزيز المسلم         |
| 2024 عيد الفطر  | ساحرة الشمال            | عبدالعزيز المسلم، فتات سلطان، حسن إبراهيم (ممثل كويتي)                                |
| 2024 عيد الاضحى | الطابق الثاني           | عبدالعزيز المسلم، إلهام الفضالة، شهاب جوهر                                            |
| 2025            | البيت المسكون 666       | عبدالعزيز المسلم، باسمة حمادة، شهاب حاجية، خالد المفيدي                               |

### الإخراج
- مسرحية عايلة فن رن
- مسرحية مثلث برمودا
- مسرحية الزوج يريد تغيير المدام.
- مسرحية ليلة رعب.
- مسرحية الإنس والجن.
- مسرحية صرخة الرعب.
- مسرحية عودة فرعون.
- مسرحية صفارة إنذار.
- مسرحية أبيض وأسود.
- مسرحية قصر الرعب.
- مسرحية زمن دراكولا.
- مسرحية البيت المسكون.
- مسرحية هالو كايرو.
- مسرحية مصاص الدماء.
- مسرحية خمسة وخميسة.
- مسرحية عاصفة الصحراء.
- مسرحية هالو بانكوك.
- مسلسل البيت المسكون.
- مسرحية جنوب أفريقيا.

### تأليف
- مسلسل نور عيني .
- مسلسل الثمن
- مسلسل العضيد
- مسلسل أنت عمري
- مسلسل مسك و عنبر
- مسلسل الأصيل
- مسلسل عتيج الصوف
- مسلسل فريج صويلح
- مسرحية ليلة رعب
- مسرحية برشامه
- مسرحية هالو بانكوك
- مسرحية فري كويت
- مسرحية عاصفة الصحراء
- مسرحية عبيد في التجنيد
- مسرحية مصاص الدماء
- مسرحية البيت المسكون
- مسرحية زمن دراكولا
- مسرحية الخيران رايح جاي
- مسرحية قصر الرعب
- مسرحية سوق شرق
- مسرحية البيت المسكون
- مسرحية صفارة انذار
- مسرحية صرخة الرعب
- مسرحية عودة فرعون
- مسرحية ينانوة الفريج
- مسرحية الحاسة السادسة
- مسرحية الإنس و الجن
- مسرحية الزوج يريد تغيير المدام
- مسرحية مثلث برمودا
- مسلسل البيت المسكون [1]
- مسرحية جنوب أفريقيا.

## الجوائز
- 1990:  الكويت - حاصل على جائزة أفضل مخرج مسرحي في المهرجان الكويتي المسرحي في 17 مارس 1990.
- حصل على جائزة أفضل مخرج مسرحي، جائزة أفضل ممثل دور أول، جائزة أفضل ديكور مسرحي، جائزة أفضل تقنيات مسرحية، وذلك عن مسرحية البيت المسكون 2 ضمن مسابقة العروض المسرحية.
- 2001:  الكويت - حاصل على العديد من الجوائز بمهرجان القاهرة للإذاعة والتلفزيون 2001 وذلك عن أعماله الإذاعية المشاركة بها.

كما أن له العديد من المشاركات الدولية الأخرى مثل ملتقى القاهرة العلمي لعروض المسرح العربي.
- 2002: حصل على الجائزة البرونزية عن من قصص القرآن وحصل على جائزة المهرجان الفضية عن صامدون يا قدس .
- 2003: حصل على الجائزة الذهبية عن مسلسل الفطير المقدس - مهرجان الخليج للإذاعة و التلفزيون .
- 2006: حصل على الجائزة الذهبية عن مسلسل الشجرة - إخراج/ عبد العزيز المسلم في مهرجان الخليج التاسع للإذاعة و التلفزيون .

## روابط خارجية
- عبد العزيز المسلم على موقع قاعدة بيانات الأفلام العربية